# Car-Petrowo
Car-Petrowo (bułg. Цар-Петрово) – wieś w północno-zachodniej Bułgarii, w obwodzie Widin, w gminie Kuła. Według danych szacunkowych Ujednoliconego Systemu Ewidencji Ludności oraz Usług Administracyjnych dla Ludności, 15 grudnia 2018 roku miejscowość liczyła 218 mieszkańców.
Wieś położona jest 25 km od Widinu i 15 km od Kuli. Pełni funkcję wypoczynkową, znajdują się tu gospodarstwa agroturystyczne.
Według legendy zginął tutaj car Petyr (Piotr), od którego imienia wzięła się nazwa wsi.